# Чемпионат Польши по гандболу среди мужчин
Польская суперлига по гандболу среди мужчин (пол. Superliga polska w piłce ręcznej mężczyzn) — высший дивизион чемпионата Польши по гандболу среди мужчин. Действующим спонсором, имя которого носит чемпионат, является компания PGNiG. Соревнования проходят в два этапа: сначала проводится круговой турнир, а затем раунд плей-офф (введён с сезона 2007/2008). Победитель раунда плей-офф становится титулом чемпиона Польши, худшие команды по итогам кругового турнира вылетают в Первую лигу Польши. Лучшие команды по итогам турнира также получают право играть в Лиге чемпионов ЕГФ, Кубке ЕГФ по гандболу и Кубке вызова ЕГФ.

## Команды сезона 2017/2018
- Азоты-Пулавы
- Хробры (Глогув)
- Гурник (Забже)
- Гвардия (Ополе)
- Легионов
- ММТС Квидзын
- Сталь (Мелец)
- Пётрковянин (Пётркув-Трыбунальский)
- Погонь (Щецин)
- Мебле Вуйцик (Эльблонг)
- Калиш
- Спуйня (Гдыня)
- Виве Таурон Кельце
- Висла Плоцк
- Выбжеже (Гданьск)
- Заглембе (Любин)

## Чемпионы прошлых лет
| - 1955: Спарта (Катовице) - 1956: Спарта (Катовице) - 1957: Спарта (Катовице) - 1958: Шлёнск (Вроцлав) - 1959: Спарта (Катовице) - 1960: Спарта (Катовице) - 1961: Шлёнск (Вроцлав) - 1962: Шлёнск (Вроцлав) - 1963: Шлёнск (Вроцлав) - 1964: АЗС (Катовице) - 1965: Шлёнск (Вроцлав) - 1966: Выбжеже (Гданьск) - 1967: Шлёнск (Вроцлав) - 1968: Спуйня (Гданьск) - 1969: Спуйня (Гданьск) - 1970: Спуйня (Гданьск) - 1971: Грюнвальд (Познань) | - 1972: Шлёнск (Вроцлав) - 1973: Шлёнск (Вроцлав) - 1974: Шлёнск (Вроцлав) - 1975: Шлёнск (Вроцлав) - 1976: Шлёнск (Вроцлав) - 1977: Шлёнск (Вроцлав) - 1978: Шлёнск (Вроцлав) - 1979: Хутник (Краков) - 1980: Хутник (Краков) - 1981: Хутник (Краков) - 1982: Шлёнск (Вроцлав) - 1983: Аниляна (Лодзь) - 1984: Выбжеже (Гданьск) - 1985: Выбжеже (Гданьск) - 1986: Выбжеже (Гданьск) - 1987: Выбжеже (Гданьск) - 1988: Выбжеже (Гданьск) | - 1989: Погонь (Забже) - 1990: Погонь (Забже) - 1991: Выбжеже (Гданьск) - 1992: Выбжеже (Гданьск) - 1993: Искра (Кельце) - 1994: Искра (Кельце) - 1995: Петрохемия (Плоцк) - 1996: Искра (Кельце) - 1997: Шлёнск (Вроцлав) - 1998: Искра (Кельце) - 1999: Искра (Кельце) - 2000: Выбжеже (Гданьск) - 2001: Выбжеже (Гданьск) - 2002: Орлен (Плоцк) - 2003: Искра (Кельце) - 2004: Висла (Плоцк) - 2005: Висла (Плоцк) | - 2006: Висла (Плоцк) - 2007: Заглембе (Любин) - 2008: Висла (Плоцк) - 2009: Виве Кельце - 2010: Виве Кельце - 2011: Висла (Плоцк) - 2012: Виве Кельце - 2013: Виве Кельце - 2014: Виве Кельце - 2015: Виве Кельце - 2016: Виве Кельце - 2017: Виве Кельце - 2018: Виве Кельце - 2019: Виве Кельце - 2020: Виве Кельце - 2021: Виве Кельце - 2022: Виве Кельце - 2023: Виве Кельце |

| Клуб                                                                   | Побед |
| ---------------------------------------------------------------------- | ----- |
| Виве Кельце                                                            | 20    |
| Шлёнск (Вроцлав)                                                       | 15    |
| Выбжеже (Гданьск)                                                      | 10    |
| Висла (Плоцк)                                                          | 7     |
| Спарта (Катовице)                                                      | 5     |
| Спуйня (Гданьск)                                                       | 3     |
| Хутник (Краков)                                                        | 3     |
| Погонь (Забже)                                                         | 2     |
| Аниляна (Лодзь), АЗС (Катовице), Заглембе (Любин), Грюнвальд (Познань) | 1     |

## Рейтинг ЕГФ
| На сезон 2018/2019 - 3. (3) K&H Ферфи Кезилабда Лига (106.83) - 4. (4) Лидль Старлиг (105.83) - 5. (5) PGNiG Суперлига среди мужчин (75.71) - 6. (6) Боксер Херрелигаен (63.33) - 7. (8) Македонская Суперлига (51.22) | Рейтинг по сезонам: \| Год \| 2010-11 \| 2011-12 \| 2012-13 \| 2013-14 \| 2014-15 \| 2015-16 \| 2016-17 \| 2017-18 \| \| Рейтинг \| 14 \| 16 \| 16 \| 14 \| 11 \| 7 \| 6 \| 5 \| |         |         |         |         |         |         |         |
| Год | 2010-11 | 2011-12 | 2012-13 | 2013-14 | 2014-15 | 2015-16 | 2016-17 | 2017-18 |
| Рейтинг | 14 | 16      | 16      | 14      | 11      | 7       | 6       | 5       |

## Показ по телевидению
В конце XX — начале XXI века розыгрыши чемпионата по гандболу среди мужчин транслировались по телеканалу Polsat 2. Позже, начиная с сезона 2007/2008 права на показ матчей чемпионата Польши приобрёл государственный телевещатель Telewizja Polska. С сезона 2008/2009 матчи показываются на общедоступном телеканале TV4 и спортивных телеканалах Polsat Sport, Polsat Sport Extra и Polsat Sport News (последний с сезона 2011/2012). С сезона 2016/2017 матчи показываются и на телеканале nc+.